# Scottish Open 1967
Die Scottish Open 1967 waren die 48. Austragung dieser internationalen Meisterschaften von Schottland im Badminton. Sie fanden vom 20. bis zum 21. Januar 1967 im Corn Market in Edinburgh statt.

## Titelträger
| Disziplin    | Sieger                         |
| ------------ | ------------------------------ |
| Herreneinzel | Lee Kin Tat                    |
| Dameneinzel  | Muriel Ferguson                |
| Herrendoppel | Robert McCoig Mac Henderson    |
| Damendoppel  | Jennifer Horton Gillian Perrin |
| Mixed        | David Horton Jennifer Horton   |

## Finalresultate
| Disziplin    | Sieger                         | Finalist                            | Ergebnis         |
| ------------ | ------------------------------ | ----------------------------------- | ---------------- |
| Herreneinzel | Lee Kin Tat                    | Robert McCoig                       | 15–13, 15–12     |
| Dameneinzel  | Muriel Ferguson                | P. B. Kirkwood                      | 3–11, 11–3, 11–1 |
| Herrendoppel | Robert McCoig Mac Henderson    | David Horton Tony Jordan            | 15–7, 15–6       |
| Damendoppel  | Jennifer Horton Gillian Perrin | Catherine Dunglison Muriel Ferguson | 15–6, 15–8       |
| Mixed        | David Horton Jennifer Horton   | Robert McCoig M. Tait               | 15–6, 15–13      |